# Scrobipalpa dorsoflava
Scrobipalpa dorsoflava is een vlinder uit de familie tastermotten (Gelechiidae). De wetenschappelijke naam is voor het eerst geldig gepubliceerd in 2002 door Povolny.
De soort komt voor in Europa.